# Sant Cebrià de Cabanyes
Sant Cebrià de Cabanyes és una ermita d'estil romànic situada al municipi de Sant Fost de Campsentelles, a la comarca del Vallès Oriental, antiga parròquia del nucli de Cabanyes, que va ser fusionada a la de Sant Fost el 1504. Està al vessant oest de la Serralada de Marina prop de la Conreria. L'ermita va ser declarada Bé Cultural d'Interès Local (BCIL) al ple ordinari de l'Ajuntament de Sant Fost de Campsentelles el dia 27 de juliol de 2021.

## Descripció
L'església és d'una sola nau, té un absis semicircular, una absidiola al nord i la volta lleugerament apuntada. La façana té una obertura superior en forma de creu grega, la porta és arquitravada, amb un arc de descàrrega que configura un petit timpà. A la paret nord hi ha un accés a l'interior que recorda una galeria. Són molt curioses les dues finestretes de la paret de migdia, dividides horitzontalment en dues parts i a la part inferior hi ha una mena de mainell, que dona al trencallums una forma de T.

## Notícies històriques
Consta consagrada pel bisbe de Barcelona, Ramon de Castellvell, el 3 de juny de 1192, si bé apareix esmentada en una donació de Gontelano i Bonafilla a l'església de Sant Miquel de Barcelona d'una vinya a Sant Cebrià de Cabanes, al terme de Sant Fost de Campcentelles. També en una afrontació de terres l'any 1001 i en una escriptura de permuta de terres del 1086, una datació concordant amb certes parts de l'obra que semblen anteriors. Diu Cuyàs i Tolosa que l'església va ser construïda pels mateixos veïns, entre ells el propietari de la masia de Can Torrents, casa tan antiga com la mateixa església que sempre va ser el seu braç dret, i per això va rebre el càrrec d'obrer major. La construcció es va fer amb la connivència de la prioressa de Montalegre, que creia que l'església de Sant Fost quedava massa lluny de Cabanyes. Així mateix, al seu voltant va tenir un cementiri.
Durant el segle xii, torna a aparèixer en múltiples documents notarials, la qual cosa la situa en un territori administrativament organitzat. També explicaria una ampliació de l'església -llavors parroquial- i l'esmentada consagració de 1192. El 1256, el bisbe Arnau de Gurb la va cedir en dret de patronatge a la priora de Montalegre, qui va renunciar quan es varen traslladar a Barcelona el 1362. Així mateix, entre 1362 i 1421, estan documentades nombroses visites a l'església.
El 24 de juliol de 1504, el bisbe va decretar la seva fusió amb la parròquia de Sant Fost a causa de la davallada de feligresos. El 1851 només es deien unes poques misses a l'any, i es va anar deteriorant. El 1971 va començar a ser restaurada i el 1984 es tornà a consagrar. A la part sud hi havia adossada la rectoria, que va ser habitada fins al 1877. Actualment no queda rastre d'aquest edifici.